# Kateguhan (Tawangsari)
Kateguhan is een bestuurslaag in het regentschap Sukoharjo van de provincie Midden-Java, Indonesië. Kateguhan telt 4081 inwoners (volkstelling 2010).